# Observatori Vesuvià
L'Observatori Vesuvià (originalment en italià Osservatorio Vesuviano) és una institució pública italiana, d'investigació vulcanològica i sísmica. La seva labor principal és el seguiment dels volcans actius a la regió italiana de Campània.
L'observatori és el més antic del món en la seva categoria. Fundat el 1841, al principi la seva seu estava en la pròpia falda del Vesuvi. En l'actualitat, al seu antic emplaçament hi ha el museu o la biblioteca històrica, mentre que el laboratori i el centre de vigilància són a Nàpols.